# HeForShe
HeForShe (várias vezes referida como He for She) - ou, em português, Ele Para Ela - é uma campanha de solidariedade que defende os direitos das mulheres iniciada pela ONU Mulheres em 2014. O seu objetivo principal é encorajar jovens e homens em redor do mundo a tomarem iniciativa e medidas contra a desigualdade de género com a qual milhões de mulheres têm de lidar.

## Impacto
Uma das principais figuras da campanha, Emma Watson, atraiu a atenção de milhões de pessoas usando a sua fama em prol do desenvolvimento da HeForShe e é atualmente uma das principais responsáveis pelos avanços significativos bem como as melhorias que a campanha trouxe em redor do mundo.
Várias personalidades do mundo da representação, música, moda ou até mesmo da política demonstraram o seu apoio publicamente através do compartilhamento de fotos online, presenças em campanhas e até mesmo abordando a assunto em entrevistas. Entre vários outros nomes, o ator português José Fidalgo tornou-se Embaixador da Campanha no ano de 2017.

## Apoiantes
Em redor do mundo, vários presidentes de universidades demonstraram apoiar a causa publicamente.
- Brasil: Universidade de São Paulo; Universidade Federal do Pampa

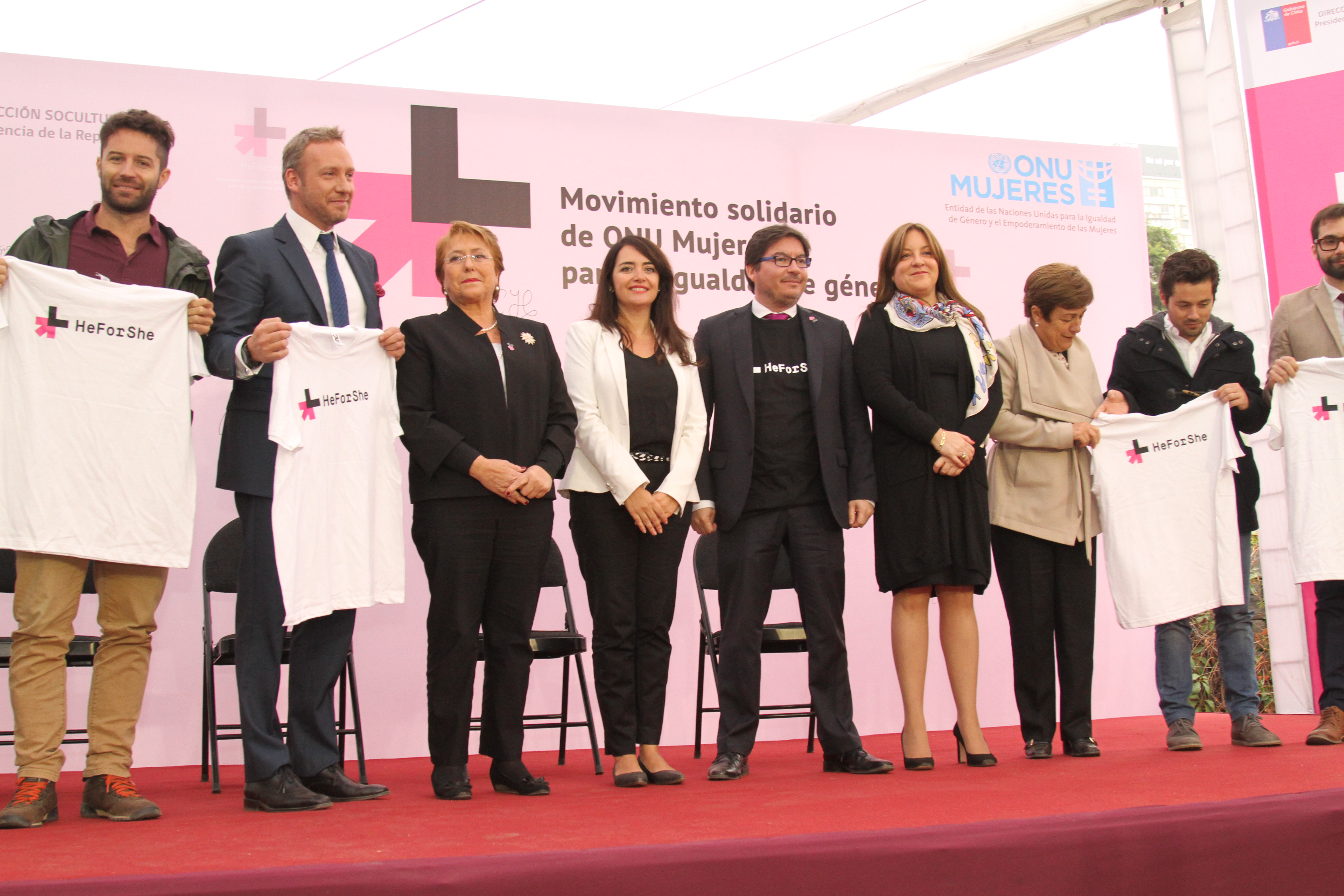
Ministro, Victor Osorio, e Secretário Jorge Maldonado no lançamento da campanha HeForShe

- Ministro, Victor Osorio, e Secretário Jorge Maldonado no lançamento da campanha HeForSheFrança: Sciences Po (Instituto Politécnico de Paris)
- Hong Kong: Universidade de Hong Kong
- Japão: Universidade de Nagoya
- África do Sul: Universidade de Witwatersrand
- Reino Unido: Universidade de Leicester e Universidade de Oxford
- Estados Unidos da América: Universidade de Georgetown